# Dahomej
Dahomej, Królestwo Dahomeju (Dahomey) a. Królestwo Fon – historyczne państwo w Afryce Zachodniej, istniejące ok. 1600–1904 na obszarze dzisiejszego Beninu. Stolicą państwa był Abomey.
Dahomej został założony na początku XVII w. przez autochtonicznych Fonów, zamieszkujących Płaskowyż Abomey. Państwo stało się centrum handlu niewolników na tzw. „Wybrzeżu Niewolniczym”. W 1728 podbił Królestwo Ajudy, dysponując armią 12 tys. kobiet. W 1823 król Gezo odmówił trybutu dla Oyo, znosząc zależność lenną. W 1892 Królestwo musiało scedować na rzecz Francji miasto Kotonu oraz uznać jej protektorat nad Porto-Novo. W 1894 wskutek drugiej wojny z Francją Dahomej stał się oficjalnie protektoratem Francuskim. W 1904–1958 jako jeden z krajów Francuskiej Afryki Zachodniej, później republika autonomiczna Wspólnoty Francuskiej (1958–1959). W 1960 ponownie niepodległe państwo republikańskie, przemianowane w 1975 na Benin.

## Królowie Dahomeju
- ok. 1600–1620: Gangnihessou (zm.1620)
- 1620–1645: Dakodonou (zm.1645)
- 1645–1685: Houegbadja (zm.1685)
- 1685–1716: Akaba (zm.1716)
- 1716–1740: Agadża (zm.1740)
- 1740–1774: Tegbessou (zm.1774)
- 1774–1789: Kplinga (zm.1789)
- 1789–1797: Agonglo (zm.1797)
- 1797–1818: Adandozan (zm.1861)
- 1818–1859: Gezo (zm.1859)
- 1859–1889: Glele (zm.1889)
- 1889–1894: Behanzin (ok. 1845–1906)
- 1894–1904: Agoliagbo (zm.1940)

## Film
W 2024 premierę miał film pt. Dahomej laureat Złotego Niedźwiedzia na Berlinale 2024. 